# كوهسالار سفلي
كوهسالار سفلي هي قرية في مقاطعة ميانة، إيران. عدد سكان هذه القرية هو 108 في سنة 2006.